# Bustee (Meteorit)
Koordinaten: 26° 46′ 0″ N, 82° 46′ 0″ O
Bustee (auch als Basti, oder Goruckpur bezeichnet) ist einer von derzeit (Stand 8. Februar 2024) 81 offiziell bestätigten Meteoriten der Klasse Aubrit (Enstatit-Achondrit), einer relativ seltenen Form von Steinmeteoriten.

## Fall
Der Bustee-Meteorit fiel am 2. Dezember 1852 etwa sechs (englische) Meilen (gut 9,5 km) südlich der Stadt Basti gegen 10:10 Uhr. Aus dem ca. 65 km östlich gelegenen Gorakhpur wurde berichtet, dass sich das Geräusch aus Richtung NNW näherte, während aus Basti berichtet wurde, dass das Geräusch aus dem Zenit kam und etwas östlich verlief.

## Mineralogie und Aufbewahrung
Ein Fragment mit einer Masse von 1,267 kg befindet sich in der Sammlung des Natural History Museum, London (Inventarnummer 32100). Von diesem Fragment wurden die Mineralien Oldhamit und Osbornit beschrieben.
Ein Fragment mit 75 Gramm befindet sich im Besitz der Smithsonian Institution (National Museum of Natural History, NMNH) in Washington, D.C. (Inventarnummer USNM 5622).
Auch das Mineral Heideit (gelegentlich verschrieben als Heidit), benannt nach Hermann Wilhelm Friedrich Heide (19. Dezember 1891–17. Dezember 1973) wurde 1973 erstmals von diesem Meteoriten beschrieben (Wikidata:heideite).
Fragmente des Meteoriten werden bzw. wurden auch auf Auktionen verkauft (etwa LOT #49030 am 14. Oktober 2012).

## Fotogalerie
- Bustee (Aubrite). Lunar And Planetary Institute (LPI), Quelle: Encyclopedia of Meteorites (Foto #5805563).
- Bustee (Aubrite). Lunar And Planetary Institute (LPI), Quelle: Encyclopedia of Meteorites (Foto #5812268).
- Aubrite meteorite – Bustee meteorite,Gorakhpur, Basti District, Uttar Pradesh, India, NHM, London. Foto auf mindat.org, Hudson Institute of Mineralogy (Foto #1013668).
- Aubrite meteorite – Bustee meteorite,Gorakhpur, Basti District, Uttar Pradesh, India, Inventarnr. 1852r. Foto auf mindat.org, Hudson Institute of Mineralogy (Foto #1144683).
- Bustee – Historic Meteorite With a Specific Return Address. Aubrite - AUB. Uttar Pradesh, India - (26° 47'N, 82° 50'E). Auf: fineart.ha.com (mit Foto LOT #49030).